# Celtas Cortos
Celtas Cortos é um grupo espanhol de rock-celta e rock formado em Valladolid (Castela e Leon), em 1986.

## Discografia
- 1988 - Así es como suena: folk joven
- 1989 - Salida de emergencia
- 1990 - Gente impresentable
- 1991 - Cuéntame un cuento
- 1993 - Tranquilo majete
- 1995 - ¡Vamos!
- 1996 - En estos días inciertos
- 1997 - Nos vemos en los bares
- 1998 - El alquimista loco
- 1999 - The best of (Recopilatorio)
- 1999 - Tienes la puerta abierta
- 2001 - Grandes éxitos,pequeños regalos
- 2002 - Gente distinta (Recopilatorio)
- 2003 - C'est la vie
- 2004 - Celtificado
- 2006 - 20 soplando versos
- 2008 - 40 de abril